# Vasos Melanarkitīs
Vasos Melanarkitīs (in greco: Βάσος Μελαναρκίτης; Famagosta, 11 agosto 1972) è un ex calciatore cipriota, di ruolo difensore.

## Carriera

### Club
Ha sempre militato in squadra cipriote.

### Nazionale
Ha esordito con la nazionale nel 1997, rimanendoci fino al 2001.

## Palmarès

### Club

#### Competizioni nazionali
- Campionato cipriota: 6

Anorthosis: 1994-1995, 1996-1997, 1997-1998, 1998-1999, 1999-2000
Apollōn Limassol: 2005-2006
- Coppa di Cipro: 1

Anorthosis: 1997-1998